# Sorrow of Rain
Sorrow of Rain ist eine 2012 gegründete Funeral-Doom-Band.

## Geschichte
Sorrow of Rain ist das in Nischni Tagil entstandene gemeinsame Projekt des Multiinstrumentalisten und Sängers Anatoly Graver und des Gitarristen Michael Yabor. Das Duo begann 2012 mit ersten Veröffentlichungen im Selbstverlag, schloss jedoch alsbald einen Vertrag mit Satanarsa Records, wo bis zum Jahr 2016 die Alben des Projektes erschienen. Trotz der anhaltenden Kooperation mit dem renommierten russischen Unternehmen blieb die Rezeption der Veröffentlichungen weitestgehend aus. Nach dem Erscheinen von Four Shapes of Grief im Jahr 2016 kündigte Das Duo weitere Aufnahmen an und präsentierte einzelne Stücke über den eigenen Social-Media-Auftritt bei vk.com. Eine Single- oder Albumveröffentlichung blieb jedoch aus.

## Stil
Das Label Satanarsa Records ordnet die Musik dem „Atmospheric Funeral Doom“ zu. Das Duo verweist hinzukommend auf einen erhöhten Anteil Progressive Metal. Für das Rumzine wird die Musik als ein „roh atmosphärischer Funeral Doom für Winterdepressionen und Melancholie“ beschrieben.

## Diskografie
- 2012: Люди подземелья (Album, Selbstverlag)
- 2012: Nameless (EP, Satanarsa Records)
- 2012: Память (Album, Satanarsa Records)
- 2013: Реквием уходящей зимы  (Album, Selbstverlag)
- 2014: Whisper of Winter (Album, Satanarsa Records)
- 2016: Autumn  (Single, Selbstverlag)
- 2016: Four Shapes of Grief (Album, Satanarsa Records)